# Pelapuan
Pelapuan is een bestuurslaag in het regentschap Buleleng van de provincie Bali, Indonesië. Pelapuan telt 2531 inwoners (volkstelling 2010).